# Jimmy Patton
Jimmy Patton foi um jogador de futebol americano estadunidense que foi campeão da Temporada de 1956 da National Football League jogando pelo New York Giants.